# Space Rangers
Space Rangers  è una serie televisiva statunitense in 6 episodi trasmessi per la prima volta nel corso di una sola stagione nel 1993.
È una serie fantascientifica incentrata sulle vicende di un gruppo di marine dello spazio responsabili della difesa di una colonia di umani del pianeta Avalon.

## Trama
Nell'anno 2104 la colonia terrestre Fort Hope sul lontano pianeta Avalon lotta per sopravvivere. Una piccola forza di polizia chiamata "Space Rangers Corps" è la sola e ultima linea di difesa per i coloni contro la criminalità e i pericoli provenienti dalle esplorazioni interstellari. La serie si concentra sul capitano John Boon e sulla sua squadra a bordo della Slingship Ranger # 377. Essi devono in particolare proteggere la colonia dagli assalti dei violenti Banshee, predatori dello spazio che si teletrasportano sulle astronavi nemiche depredandole e uccidendo gli occupanti. Essi possono inoltre emettere un acuto urlo che può disorientare le persone che si trovano nelle vicinanze. I Banshee hanno già invaso la colonia umana New Venus-A, dove gli unici rimasti ad opporre resistenza sono le donne che hanno creato una sorta di società matriarcale di amazzoni. Da questa colonia proviene Jojo Thorsen che nutre un odio profondo per i Banshee.

## Personaggi e interpreti
- capitano John Boon (6 episodi, 1993-1994), interpretato da	Jeff Kaake.
- JoJo (6 episodi, 1993-1994), interpretata da	Marjorie Monaghan.
- Zylyn (6 episodi, 1993-1994), interpretato da	Cary-Hiroyuki Tagawa.
- Doc (6 episodi, 1993-1994), interpretato da	Jack McGee.
- Mimmer (6 episodi, 1993-1994), interpretato da	Clint Howard.
- Daniel Kincaid (6 episodi, 1993-1994), interpretato da	Danny Quinn.
- Erich Weiss (6 episodi, 1993-1994), interpretato da	Gottfried John.
- comandante Chennault (6 episodi, 1993-1994), interpretato da	Linda Hunt.
- Isogul (2 episodi, 1993-1994), interpretato da	Richard Grove.
- Ringer (2 episodi, 1993-1994), interpretato da	Keith Berger.
- Max (2 episodi, 1993-1994), interpretato da	Peter Looney.
- Generale Kincaid (2 episodi, 1993-1994), interpretato da	Arlen Dean Snyder.
- Karlat (2 episodi, 1993-1994), interpretato da	James Lew.
- Bashad (2 episodi, 1993), interpretato da	Richard Marcus.

## Produzione
La serie, ideata da Pen Densham, fu prodotta da Ranger Productions, RHI Entertainment e Trilogy Entertainment Group.  Le musiche furono composte da Mark Mancina e Hans Zimmer. Tra i registi della serie è accreditato David Burton Morris (3 episodi, 1993-1994).

## Distribuzione
La serie fu trasmessa negli Stati Uniti dal 6 gennaio 1993 al 26 gennaio 1993 sulla rete televisiva CBS. In Italia è stata trasmessa con il titolo Space Rangers.
Alcune delle uscite internazionali sono state:
- negli Stati Uniti il 6 gennaio 1993 (Space Rangers)
- in Australia il 27 dicembre 1993
- in Svezia il 27 febbraio 1994
- in Germania il 29 giugno 1994
- in Finlandia il 30 agosto 1994 (Avaruuspartio 2104)
- in Italia (Space Rangers)

## Episodi
| Stagione       | Episodi | Prima TV USA |
| -------------- | ------- | ------------ |
| Prima stagione | 6       | 1993         |